# Интерконтинентальный кубок ФИА по дрифту
Интерконтинентальный кубок ФИА по дрифту (англ. FIA Intercontinental Drifting Cup) — международный турнир по дрифту, проводимый под эгидой Международной автомобильной федерации.

## История
С 2015 года дрифт признан официальным автоспортом. С 30 сентября по 1 октября 2017 года, на острове Одайба, в Токио был проведён первый межконтинентальный кубок по дрифтингу. В 2018 году турнир был проведён на острове Одайба повторно. В 2019 году соревнование прошло на гоночной трассе Tsukuba Circuit в префектуре Ибараки. Промоутером соревнований 2017-2019 годов были организаторы японского чемпионата D1GP.
В 2020 году кубок не проводился.

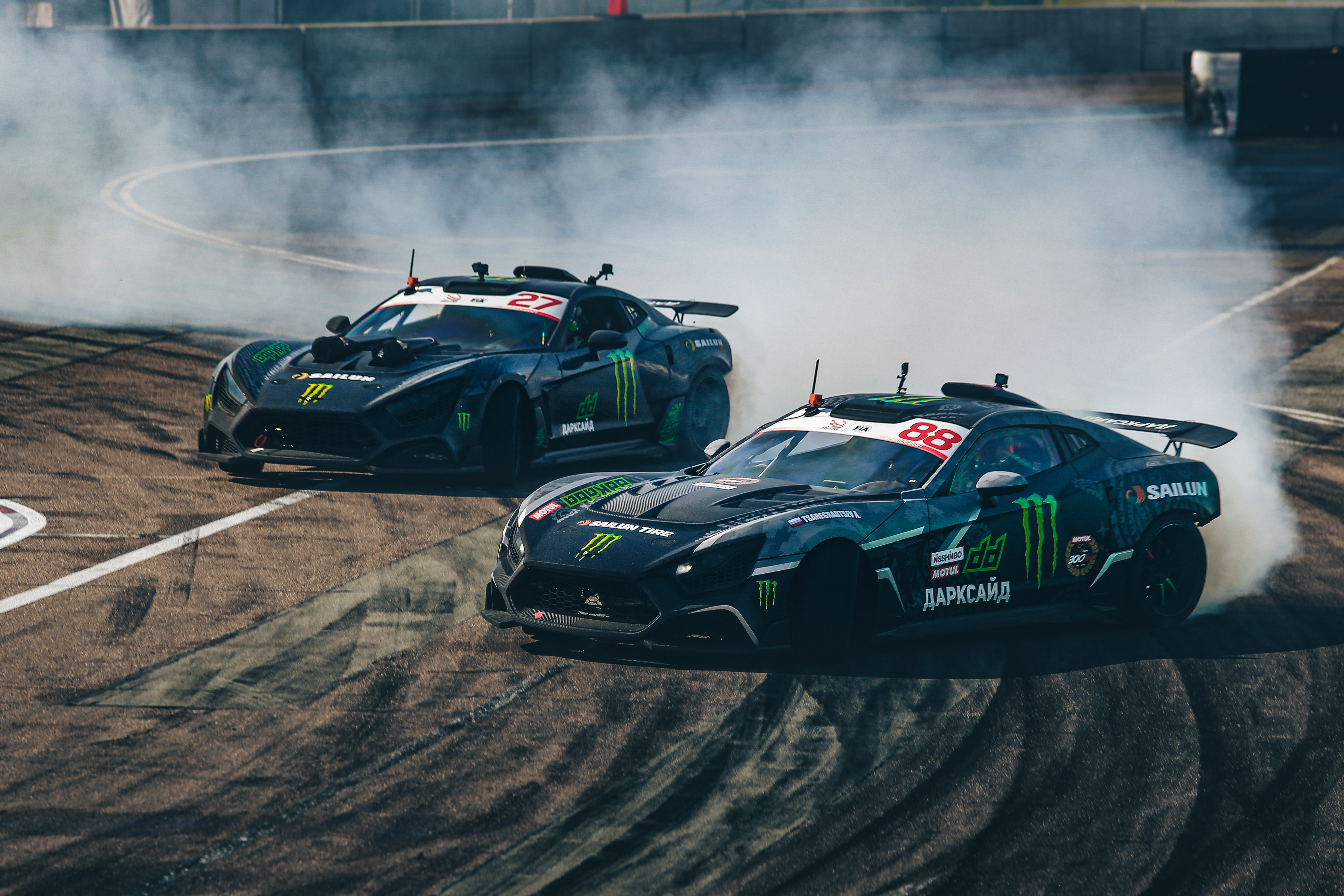
Аркадий Цареградцев и Сергей Кабаргин на FIA IDC 2021

В конце 2020 года стало известно, что проведение кубка возобновится с 2021 года. Промоутером соревнований на 2021-2023 стала Российская Дрифт Серия. При этом место проведения кубка в 2021 году было выбрано вне России (трасса Бикерниеки в Риге), что объясняется последствиями антидопингового скандала и судебного разбирательства между Россией и Всемирным антидопинговым агентством. Соревнование прошло 12-13 июня.

## Результаты
| Год  | 1-место                | 2-место                    | 3-место                   |                               |
| ---- | ---------------------- | -------------------------- | ------------------------- | ----------------------------- |
| 2017 | Япония Масато Кавабата | Россия Аркадий Цареградцев | Япония Дайго Сайто        | [ 5 ] [ 6 ] [ 7 ] [ 8 ] [ 9 ] |
| 2018 | Россия Георгий Чивчян  | Швейцария Ив Мейер         | Таиланд Чанатпон Кердпиам | [ 10 ] [ 11 ]                 |
| 2019 | Россия Георгий Чивчян  | Япония Хидеюки Фудзино     | Великобритания Эндрю Грей | [ 12 ] [ 13 ]                 |
| 2021 | Ирландия Джеймс Дин    | Латвия Николас Бертанс     | Украина Макс Миллер       | [ 14 ] [ 15 ]                 |